# Koninklijke Republiek Napels

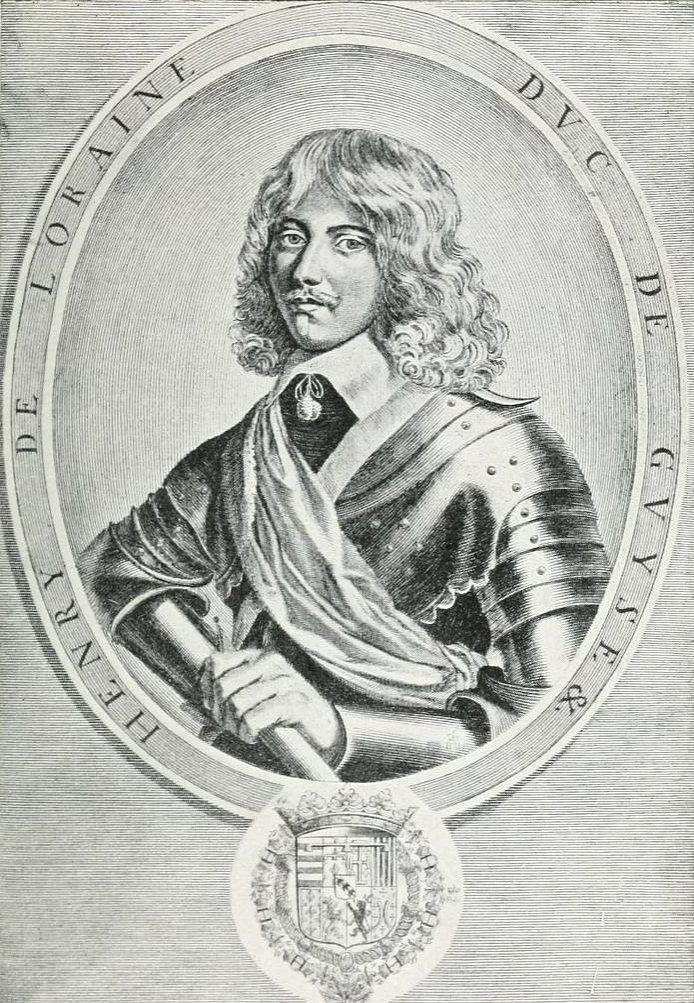
Hendrik II van Guise, monarch van de Republiek

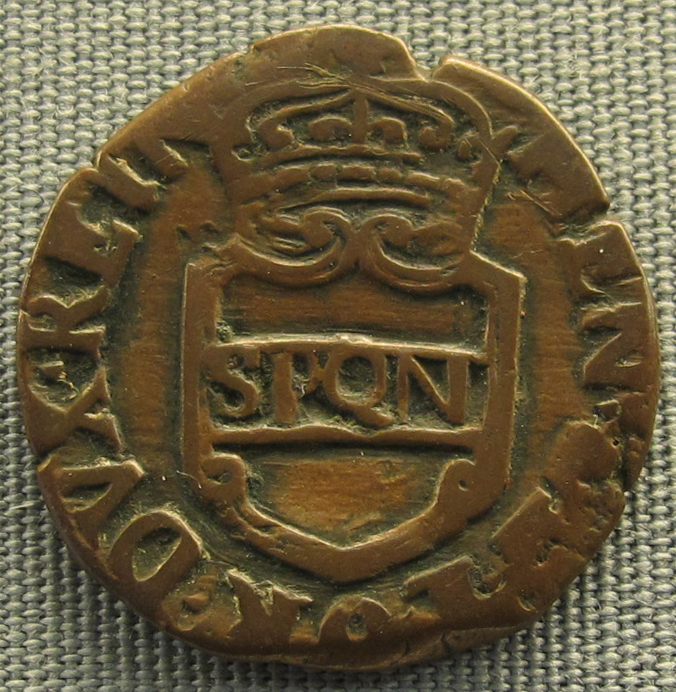
Muntstuk met SPQN, munt van de Koninklijke Republiek Napels

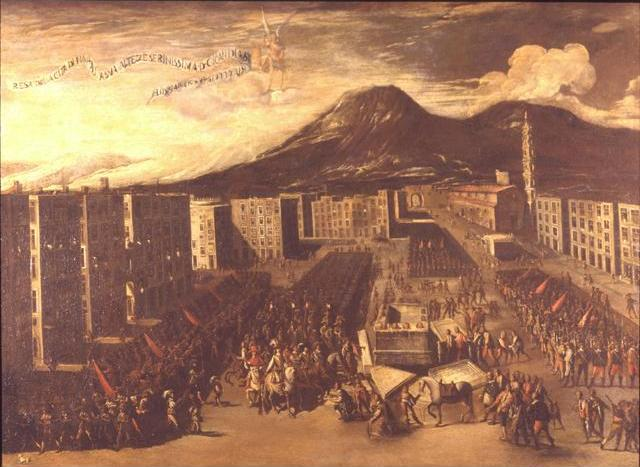
Spaanse troepen heroveren Napels (1648)

De Koninklijke Republiek Napels heeft slechts enkele maanden bestaan, van oktober 1647 tot april 1648. Het was een opstand tegen de heerser over het koninkrijk Napels, koning Filips IV van Spanje.

## Naam
De bizarre naam komt voort van het tweekoppig bestuur van het land. Gennaro Annese (1604-1648) en zijn medestanders vormden het burgerlijk bestuur, de ‘republiek’. De Franse hertog Hendrik II van Guise fungeerde maar al te graag als de monarch van het land, alhoewel hij officieel slechts de titels had van Generalissimo en Hertog van de Republiek.
Synoniemen waren:
- De Meest Serene Republiek van dit Koninkrijk Napels; in het Italiaans: Serenissima Repubblica di questo Regno di Napoli.
- Het Meest Serene Vorstendom van de Republiek Napels; in het Italiaans: Serenissima Monarchia repubblicana di Napoli.

## Vlag en munten
De vlag van de Koninklijke Republiek bevatte Franse lelies met een strookje dat verwees naar het huis Guise.
De munten hadden als opschrift SPQN: Senatus PopulusQue Neapolitanus, een verwijzing naar SPQR in de Romeinse oudheid.

## Historiek

### Proloog
Het koninkrijk Napels maakte deel van de Spaanse Kroon der Habsburgers. De stad Napels was met haar 600.000 inwoners een van de grootste Spaanse steden. In 1646 maakte de hertog van Arcos, Rodriguez Ponce de Léon y Alvarez de Toledo (1602-1658), zijn opwachting in Napels. Koning Filips IV had hem aangesteld als nieuwe onderkoning van Napels. De hertog van Arcos maakte zich snel onpopulair door de taksen fors te verhogen; deze belastingen dienden om de oorlog van Spanje tegen Frankrijk te financieren. 
In de zomer van 1647 brak een opstand uit tegen de Spanjaarden. Het waren de arme Napolitanen, de Lazari, zo genoemd naar de arme Lazarus in de Bijbel, die revolteerden. Hun leiders waren de visser Masaniello en Giulio Genoino. Genoino was priester-jurist en had de bijnaam het brein te zijn achter Masaniello. Aanvankelijk had het duo Masaniello en Genoino succes. Doch bij nieuwe onlusten reageerden de Spaanse troepen met repressie. Masaniello werd geëxecuteerd en Genoino verbannen uit Napels (juli 1647).

### Koninklijke Republiek
De hertog van Arcos werd afgelost door kardinaal Giangiacomo Teodoro Trivulzio, wat de revolutionaire gemoederen even deed bedaren. 
In oktober 1647 verscheen een Spaanse vloot voor de Baai van Napels. De vloot stond onder commando van Juan II van Oostenrijk, buitenechtelijke zoon van koning Filips IV van Spanje. Hij begon de stad te beschieten. Het was een vergelding voor hun revolutionair gedrag eerder dat jaar. De bevolking van Napels reageerde woedend. Anders dan de opstand van de visser Masaniello deden alle lagen van de bevolking mee. De woede was gezamenlijk gericht tegen de Spanjaarden. De aartsbisschop van Napels, kardinaal Filomarino, koos resoluut de kant van de opstandelingen, net zoals hij ook Masaniello eerder dat jaar had gesteund.
Gennaro Annese en zijn metgezellen namen het bestuur van Napels in handen. Annese was een wapensmid. Tot verrassing van de Napolitanen gingen de troepen van don Juan II niet aan land. Deze legden een blokkade rond Napels. Voor Annese was dit het sein om de vrije republiek Napels uit te roepen. De Napolitanen kozen voor een koninklijke republiek om zich af te zetten tegen de ‘volksrepubliek’ van Masaniello. Annese zocht een monarch, zonder evenwel de koning van Spanje af te zetten als koning van Napels. In Rome was op dat moment de hertog van Guise. Via contacten tussen Napels en de Franse ambassade in Rome aanvaardde de hertog van Guise de functies van Generalissimo en hertog van Napels. Het was voor hem een heropleving van de macht van zijn voorouders. Tot twee eeuwen tevoren bestuurde namelijk het huis Anjou-Sicilië Napels. Een Romeinse bankier leende wat geld aan de hertog van Guise en zijn 20-koppig gevolg om veilig naar Napels te reizen. 
Prins Thomas Frans van Savoye-Carignano uit het huis Savoye in het Rooms-Duitse Rijk had eveneens interesse in de koninklijke functie in Napels, doch de belofte van de hertog van Guise om Napels gouden dukaten te schenken, deed de actie van de prins van Savoye snel uitdoven.
In Napels organiseerden de hertog van Guise en Gennaro Annese de jonge staat. De moeilijkheden stapelden zich snel op. Door de Spaanse blokkade leed de stad honger. De uitvallen door de hertog van Guise om de Spaanse blokkade te breken, liepen faliekant af. Bovendien kreeg de hertog van Guise geen enkele steun uit Frankrijk, in tegenstelling tot wat hij beloofde aan de Napolitanen. De minister-president van Frankrijk, kardinaal Mazarin, interesseerde zich niet aan de opstand in Napels. Alhoewel hij zelf van Italiaanse origine was – Guilio Raimondo Mazarino was zijn naam bij geboorte -, hield hij zich volop bezig met de afloop van de Dertigjarige Oorlog. De edelen in Napels keerden zich af van de hertog van Guise. Gennaro Annese onderhandelde met de Spanjaarden om de overgave van Napels te regelen, waarbij zijn leven zou gespaard blijven. Ondertussen stuurden de Spanjaarden voortdurend oproerkraaiers, spionnen en huurmoordenaars naar Napels. De hertog van Guise ontsnapte nipt aan een aanslag.
Op 6 april 1648 kwamen de Spaanse troepen aan land. Op twee dagen tijd heroverden zij Napels en daarmee bij uitbreiding het hele koninkrijk Napels. Het bestuur van de Koninklijke Republiek Napels vloog achter de tralies. Don Juan II van Oostenrijk had Napels terug onder de Spaanse Kroon gebracht.

### Epiloog
In mei 1648 brachten de Spanjaarden de hertog van Guise op een galei naar Spanje. Hij werd er mishandeld. Het is pas na tussenkomst van prins Lodewijk II van Bourbon-Condé dat de hertog van Guise terug in Frankrijk geraakte (1652).
In juni 1648 verscheen Gennaro Annese voor het Spaans Tribunaal van Napels. Hij en zijn medestanders werden geëxecuteerd. Annese werd onthoofd op de Piazza del Mercato. Zijn hoofd stond gespiest op het Castel Nuovo om aan de bevolking te tonen.
In augustus 1648 verscheen een Franse vloot voor de kust van Napels. Prins Thomas Frans van Savoye-Carignano streed vooralsnog om de Koninklijke Republiek voor zichzelf te veroveren. Zijn troepen geraakten op het Italiaanse vasteland doch de Spanjaarden verjoegen hem snel.